# Soffio cardiaco

Suoni normali e anormali all'auscultazione del cuore.

Il soffio cardiaco, nella  semeiotica medica, è un rumore aggiunto di durata maggiore se raffrontato ai toni cardiaci normali,  rilevabile all'auscultazione del cuore negli intervalli fra gli stessi (piccola pausa o grande pausa), che può talvolta coprirli. Possono essere prodotti da anomalie delle valvole cardiache, delle camere ventricolari o dei grossi vasi. Il riconoscimento di eventuali soffi durante l'esame obiettivo può indirizzare il medico nel sospetto diagnostico di patologie sia cardiache sia a carico di altri organi; la diagnosi andrà poi completata con ulteriori indagini strumentali come l'ecocardiografia.

## Caratteristiche
Per descrivere i soffi devono essere individuati dei parametri caratterizzati da:
- tempo di comparsa durante il ciclo cardiaco;
- frequenza e durata;
- intensità;
- punto di massima intensità all'auscultazione;
- trasmissibilità o irradiazione.

### Tempo di comparsa
I soffi possono essere catalogati in:
- Sistolici, apprezzabili durante la sistole ventricolare, incominciano in contemporanea o subito dopo il primo tono cardiaco e terminano in contemporanea o subito prima del secondo tono.
- Diastolici, apprezzabili durante la diastole ventricolare, incominciano contemporaneamente al secondo tono e terminano prima dell'inizio del primo tono.
- Continui, apprezzabili durante tutto il ciclo cardiaco, incominciano in sistole, proseguono oltre il secondo tono e terminano alla fine della diastole o appena prima.

### Frequenza e durata
- La frequenza, o la tonalità di un soffio, è l'espressione del numero di onde sonore/secondo. In cardiologia, comunque, il termine di suono ad alta o bassa frequenza è relativo e non permette, per esempio, di distinguere un soffio fisiologico da uno patologico.
- La durata è in realtà dipendente dalla patologia sottostante: può essere breve e ricoprire solo una parte del ciclo cardiaco (per es. la telesistole) oppure occupare l'intero ciclo cardiaco (per es. il soffio sisto-diastolico).

### Intensità
I soffi sistolici vengono graduati in base alla loro intensità, che viene riconosciuta in sei diversi gradi, secondo la scala di Levine: il primo grado è un soffio molto debole, difficilmente udibile; il secondo grado è, seppur debole, apprezzabile appena si incomincia l'auscultazione; il terzo e il quarto grado hanno un'intensità definita da moderata a forte, ma già il quarto grado può avere associato un fremito, che è apprezzabile alla palpazione del torace; il quinto e il sesto grado sono i più intensi e possono essere uditi con il fonendoscopio appena appoggiato o addirittura discostato dalla parete toracica.

### Punto di massima intensità
Per ogni valvola si è identificato un punto di massimo ascolto del rumore prodotto dall'apertura e chiusura dei lembi. I soffi udibili alla punta sono in genere di origine mitralica, quelli presenti nel secondo spazio intercostale destro spesso di origine aortica e nel secondo spazio intercostale sinistro, sulla margino-sternale, di origine polmonare. È facilmente intuibile che le componenti in realtà possono non essere disgiunte, pertanto la diagnosi di origine di un soffio non può essere esclusivamente dipendente dal punto di massima intensità udibile.

### Trasmissibilità
Per trasmissibilità o irradiazione di un soffio si intende la zona in cui è più facilmente udibile a partire dal punto di repere toracico della valvola interessata. I soffi prodotti alla base del cuore si irradiano, in alto, al collo e, in basso, lungo il margine dello sterno, verso l'apice. I soffi a partenza dalla mitrale, molto spesso, si irradiano verso il cavo ascellare sinistro (per tale motivo, il decubito laterale sinistro ne facilita l'identificazione).

## Meccanismi di genesi e diagnosi
I soffi cardiaci possono avere origine per diverse cause:
- Flusso attraverso ostruzione parziale di un apparato valvolare o di un vaso, identificabili in protomesosistolici da eiezione, sono da ricondurre a stenosi aortica, stenosi polmonare, insufficienza aortica con stenosi relativa, coartazione dell'aorta.
- Flusso attraverso una valvola anomala, non stenotica, come nel prolasso valvolare mitralico.
- Flusso retrogrado attraverso valvola insufficiente, identificabili come soffi olosistolici da rigurgito nell'insufficienza mitralica e nell'insufficienza tricuspidale, oppure soffi protodiastolici da insufficienza aortica e insufficienza polmonare.
- Flusso in un vaso arterioso dilatato o per ectasia di una camera cardiaca.
- Flusso attraverso shunt, per difetto interatriale o difetto interventricolare e in caso di pervietà del dotto di Botallo.
- Flusso attraverso strutture normali, chiamati soffi innocenti, presenti in caso di anemia, ipertiroidismo, sotto sforzo.

Il soffio anorganico può essere invece indotto dall'anemia e dalla febbre alta.
Uno degli apparecchi, ora sostituito dall'ecocolor Doppler e dall'ecocardiografia, utilizzato per la diagnostica dei rumori cardiaci era il fonocardiogramma.